# Destacamento Fiscal de Angra do Heroísmo

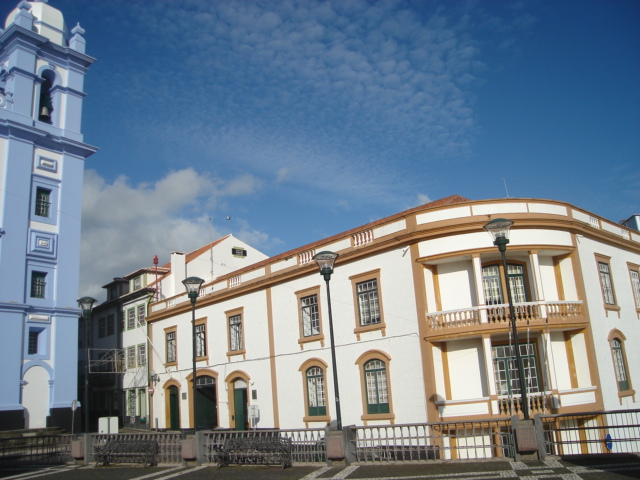
Destacamento Fiscal de Angra do Heroísmo

O Destacamento Fiscal de Angra do Heroísmo teve sede no Largo da Alfândega, em Angra do Heroísmo, Ilha Terceira, Açores. Actualmente designa-se de Destacamento Territorial e depende do Comando Territorial dos Açores da Guarda Nacional Republicana.

## História
O Destacamento Fiscal de Angra do Heroísmo teve como antecessor a Companhia Independente nº 3 da Guarda Fiscal, criada em 17 de Setembro de 1885, com o espírito liberal do Sistema de Guardas da Alfândega de Angra de 18 de Janeiro de 1831. Foi extinto em 31 de Dezembro de 2008, com a desmembração da Brigada Fiscal, dando origem a uma Destacamento Territorial.

### 1499
A necessidade de um corpo para fiscalizar o cumprimento das obrigações tributárias remontam, nos Açores, ao período das descobertas e da sua ocupação. Em 4 de Julho de 1499, foi publicado o Foral das Alfândegas das Ilhas dos Açores de forma a garantir receitas para sustentar a administração e garantir o desenvolvimento. O Foral assenta no princípio de tornar auto-sustentável as fontes de receitas dos Açores mediante o pagamento de dizimo sobre as mercadorias que entravam e saiam das ilhas.
Ao longo dos anos o aumento da quantidade mercadorias transportadas, o incremento do dizimo e a sua abrangência a outros bens, potenciou a descaminho e o contrabando destes, sendo necessário a Fazenda Nacional reforçar os meios de fiscalização e criar novos corpos com essa missão.

### 1831

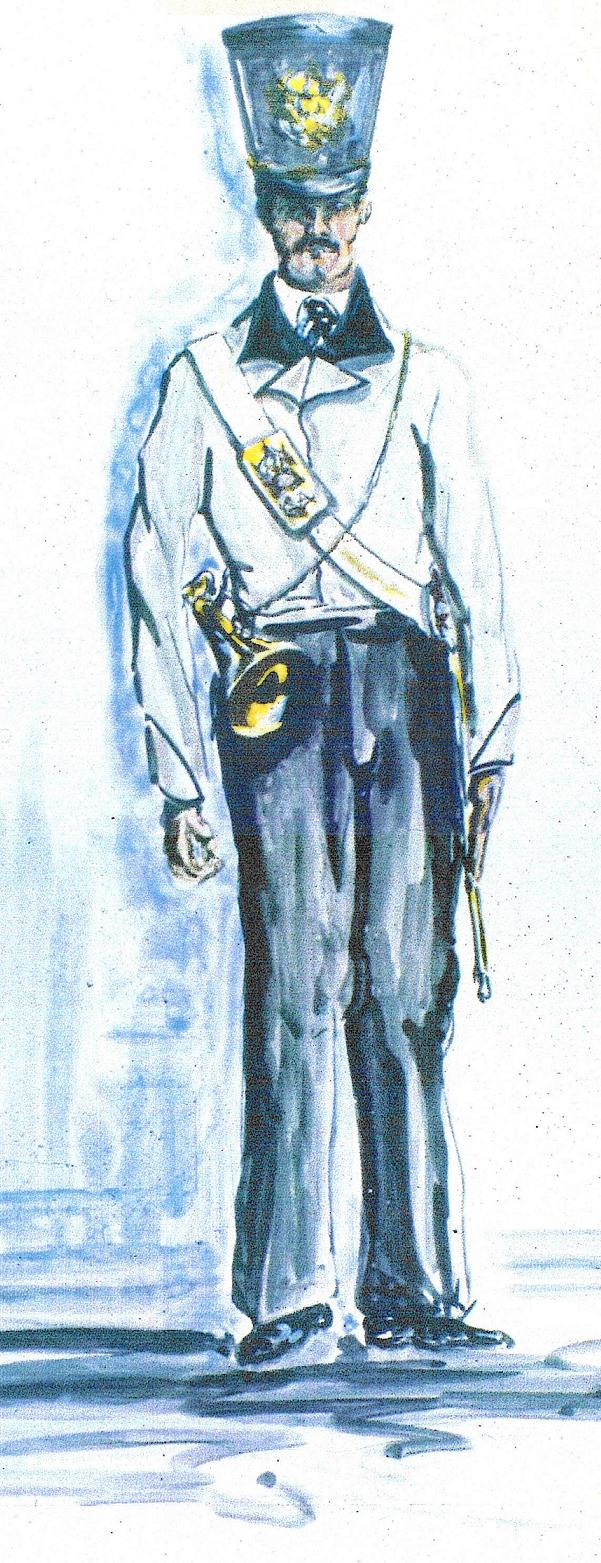
Gravura referente ao Guarda da Alfândega de Angra de 1831, em exposição no edifício do Comando da Administração dos Recursos Internos da Guarda Nacional Republicana, em S. Apolónia, Lisboa, espaço onde esteve alojado os ex-Comando Geral da Guarda Fiscal

Pelo Decreto nº 34, de 18 de Janeiro de 1831, foi reorganizado, em moldes militares, o Sistema de Guardas da Alfândega de Angra capaz de prevenir o contrabando, o descaminho dos géneros e mercadorias que para ella (ilha Terceira) são importados ou exportados para garantir as receitas da Regência, único local do país onde esteve em vigor a carta constitucional de 26. o Decreto foi aprovado no Palácio do Governo de Angra.
Até 1885 cada Alfândega do Reino tinha um corpo privativo de Guardas para coadjuvar o Administrador da Alfândega na cobrança de receitas para o Reino, como foi exemplo a de Angra do Heroísmo.

### 1885
Ernesto Rodolfo Hintze Ribeiro, natural de Ponta Delgada, tomou medidas imprimir à fiscalização externa das Alfândegas uma unidade de acção, criando um corpo único de forma a unificar os diferentes copos criados, "mas sem um laço de disciplina que os prendesse, e sem um pensamento comum de acção que os unisse tendo esse corpo nenhuma hierarquia às Alfandegas locais",. Deste trabalho surge o Relatório que está na origem do Corpo da Guarda Fiscal.
A fundamentação para a criação da Guarda Fiscal foi com base nos seguintes argumentos:
"Em Portugal, desde 1832 até ai presente, não poucas reformas parciaes teem sido decretadas; o tempo as tem gasto; e a experiência dos serviços de há muito está demonstrando a necessidade e uma reorganisação geral.
É minha opinião que para o serviço de todos os impostos indirectos um só corpo de fiscalização deve existir, devidamente instruido e apto para todas as operações de defesa e vigilância … que o pessoal seja activo e disciplinado, experiente no manejo de armas e nas evoluções de serviço e nas evoluções de serviço, remunerado em dia para que possa viver sem atraiçoar os seus deveres sujeito a uma rigorosa punição quando delinquir (…)
… se, numa conjuctura dificil, Portugal se quisesse valer dos 4.000 homens que tem na fiscalização, debalde os procuraria unir e arregimentar; … Seguir o exemplo das nações estrangeiras, reconstituindo a fiscalisação externa sobre os moldes da organização militar (…)
- Na Espanha, o cuerpo de carabineros del reino, que se destina às fronteiras e ás costas marítimas, e o cuerpo carabineros veteranos, que se emprega nos ancoradouros, no recinto das alfandegas, e nos limites das povoações onde há direitos de consumo a cobrar, são verdadeiros corpos militares , que se regem pelas ordenanzas do exército, que se dividem em commandancias, companhias e secções de infantaria (…)
- Na França, também a fiscalização externa e marítima, que consitue o serviço activo e de brigadas, é por leis de 1875, militaremente exercida; a distribuição desssa força daz-se embrigadas (…)
- A Itália possui actualmente um corpo especial de fiscalização, a guardie de finanza, insituida em 1882, que depende do ministério da fazenda e faz parte das forças publicas, para o que é militarmente constituído e disciplinado (…)"
- É este sistema, que a Itália adoptou, que preferível se me afigura para Portugal.

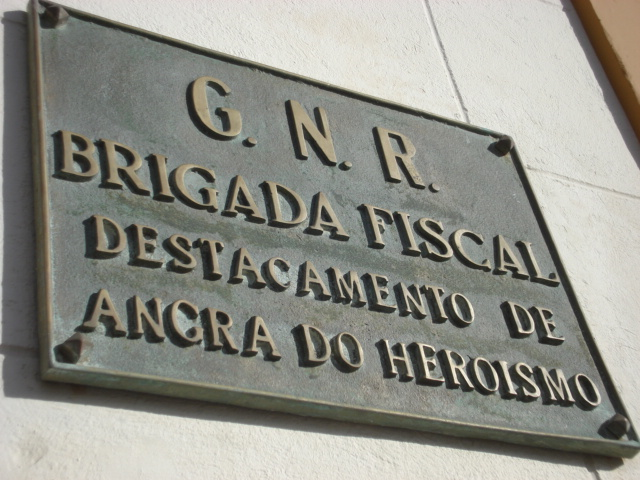
Destacamento Fiscal de Angra do Heroísmo.

Entre 1885 a 1993, este modelo organizativo sofreu apenas pequenas adaptações quanto à estrutura territorial nos Açores e, outras mais significativas, quanto à tipologia dos impostos à responsabilidade de fiscalização da Guarda Fiscal.
A integração de Portugal na União Europeia, com a abolição das fronteiras, a criação do Espaço Schengen e da figura do Território Aduaneiro Comunitário, ditou o início de uma reestruturação profunda na Guarda Fiscal. Relativamente aos Açores foram extintos inúmeros Postos que tinham por missão a recolha do Imposto de Pescado até 1971, tendo apenas ficado um quartel por ilha, tendo sido escolhidos os edifícios próximos dos diferentes portos comerciais, garantindo assim a fácil fiscalização do IVA sobres os mercadorias que entram e saiam das ilhas.

### 1993
O Decreto-Lei n.º 231 de 26 de Junho de 1993, extingue a Guarda Fiscal e integrada o efectivo no corpo de tropas da Guarda Nacional Republicana. A Companhia Independente nº 3 de Angra do Heroísmo passa a designar-se de Destacamento Fiscal de Angra do Heroísmo.

### 2009
A Lei 63/2007 de 6 de Novembro, reestrutura o Comando Territorial dos Açores e o Destacamento Fiscal de Angra do Heroísmo passa a designar-se de Destacamento Territorial de Angra do Heroísmo.

## Estrutura territorial

### Em 1831
Durante a Regência Liberal do Reino em Angra, o Decreto nº 34, de 18 de Janeiro de 1831 criou o Sistema de Guardas da Alfândega de Angra, só para a Ilha Terceira:
- Guardas de serviço a Bordo[4]
- Guardas de Sentinela no cais de Angra[5]

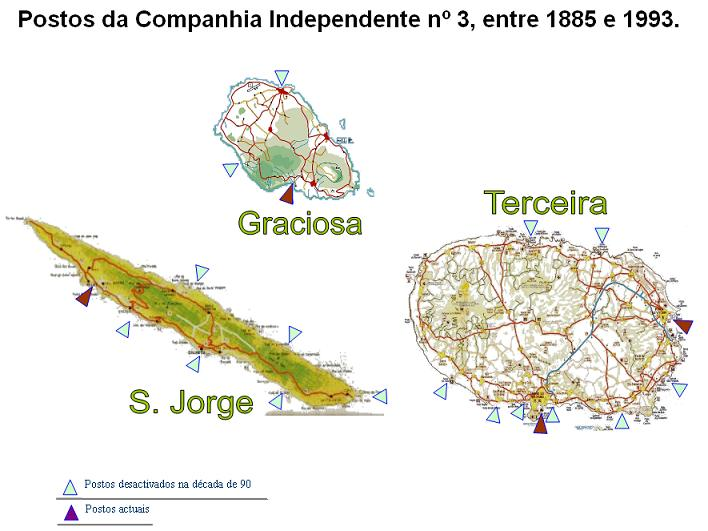
Dispositivo da Companhia Independente nº 3 de Angra do Heroísmo entre 1885 e 1993.

- Guardas de Piquete

### 1885
- Dispositivo previsto da Companhia Adjacente nº 3:[6]
- Terceira: Cais da Alfândega, S. Mateus, Biscoitos, Praia da Vitória, Porto Judeu, Porto das Pipas, Cinco Ribeiras, Vila Nova, Porto Martins e Fanal.
- Graciosa: Vila da Praia da Graciosa, Folga, Vila de Santa Cruz.
- S. Jorge: Vila de Velas, Vila da Calheta, Pontinha, Urzelina, Fajã dos Vimes, Fajã de S. Pedro, Norte Grande e Topo.

Por Decreto nº 4177 de 27 de Abril de 1918 foram criados e activados nas companhias Independentes das Ilhas Adjacentes alguns Postos, para cobrar, principalmente o  Imposto do Pescado.

### 1958
- Dispositivo da Companhia Adjacente nº 3:
- Terceira:: Cais da Alfândega a), Silveira  b),  S. Mateus a), Cinco Ribeiras a),  Biscoitos a), Vila Nova a), Praia da Vitória a), Porto Judeu a)
- Graciosa:: Vila da Praia da Graciosa a), Folga a), Vila de Santa Cruz a) e Barra a)
- S. Jorge:: Vila de Velas a), Vila da Calheta a), Urzelina a), Fajã dos Vimes c), Fajã do Norte Grande a) e Topo a)

a) Instituído pelo Decreto-Lei nº 4560 de 8 de Junho de 1918
b) Instituído pela Portaria 9001 de 13 de Maio de 1938
c) Instituído pelo Decreto nº 4560 de 8 de Junho de 1918

### De 1993 a 2008
- Dispositivo do Destacamento Fiscal:
- Terceira:: Subdestacamento Fiscal de Angra do Heroísmo; Posto Fiscal da Praia da Vitória
- Graciosa:: Posto Fiscal da Praia da Graciosa

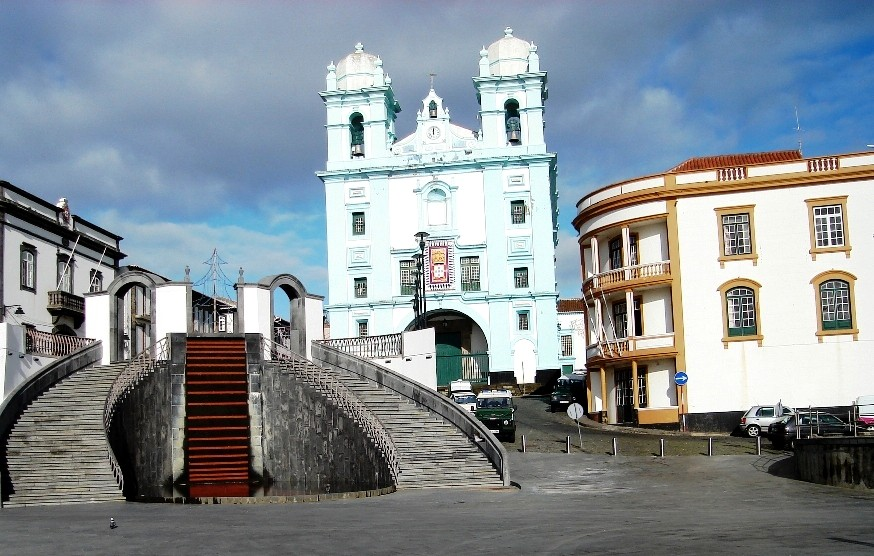
Portas de entrada de Angra do Heroísmo com o edifício do Destacamento Fiscal à direita.

- S. Jorge:: Posto Fiscal de Velas

### 2009
- Destacamento Territorial de Angra do Heroísmo:
- Terceira:: Posto Territorial da Praia da Vitória
- Graciosa:: Posto Territorial da Praia da Graciosa
- S. Jorge:: Posto Territorial de Velas

## Missão

### Em 1831
Missões do "Systema" de Guardas de Alfândega:
- prevenir o contrabando;
- prevenir o descaminho dos géneros;
- acudir os naufrágios;
- acudir aos incêndios;
- auxiliar a Polícia;
- auxiliar o serviço de arrecadação de Rendas Públicas;
- a defesa da Ilha

### De 1885 a 1993
Lê-se que o nº2 do art. 3º do Decreto de 1885 de 17 de Setembro, que "o novo corpo especial de força pública, no serviço da fiscalização marítima e fluvial exerce-se nas aguas territoriaes, costyas marítimas e portos, enseadas e ancoradouros do reino e das ilhas adjacentes, e nos rios navegáveis communs ou confinantes";
Tem por missão "a repressão do contrabando e dos descaminhos aos direitos, e a polícia fiscal dos portos e ancoradouros no movimento das embarcações e mercadorias sujeitas a direitos cobrados nas alfandegas".

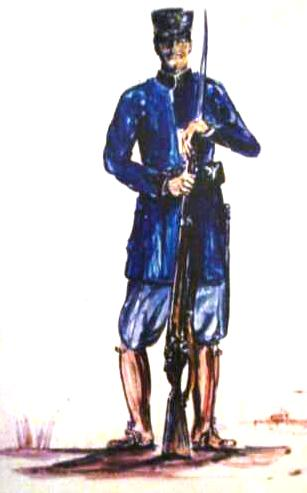
Gravura referente a um elemento da Guarda Fiscal em 1885.

### De 1993 a 2009
"(…) fiscalizar o cumprimento das disposições legais e regulamentares relativas às infracções fiscais, designadamente à lei aduaneira, em toda a extensão da fronteira marítima e zona marítima de respeito, com a excepção das zonas fiscais; colaborar com a Direcção Geral das Contribuições e Impostos em toda a extensão do interior do território nacional e com a Direcção Geral das Alfândegas; exercer a vigilância, segurança e protecção das zonas fiscais e dos edifícios aduaneiros.".

### Desde 1 de Janeiro de 2009
Sem prejuízo de outras missões que lhes sejam especialmente cometidas, o actual Destacamento Territorial tem por missão:
- a vigilância da costa e do mar territorial;
- prevenção e investigação de infracções tributárias e aduaneiras;
- assegurar o cumprimento das leis referentes à protecção e conservação do ambiente;
- intervenção de primeira linha, em situação de emergência de protecção e socorro, designadamente nas situações catástrofe em colaboração com o Serviço Regional de Protecção Civil dos Açores.

## Comandantes

### Chefe do Distrito
- 1º Comandante, por Portaria de 19 de janeiro de 1886, Boletim nº 3 de 20 de Janeiro: Chefe do Distrito de 1ª Classe, com a graduação de Tenente, Francisco Rebello da Costa Chaves e Mello
- 2º Comandante, por Portaria de 25 de agosto de 1886, Boletim nº 17 de 25 de Setembro: Chefe do Distrito de 1ª Classe, com a graduação de Tenente, André Vaz Pacheco de Castro

### Companhia Independente nº3
- 3º Comandante, por Portaria de 10 de março de 1890, Boletim nº 3 de 31 de Março: Comandante da Secção de Angra do Heroísmo, Alferes Constantino Augusto da Costa
- Desde 16 de novembro de 1896, o Tenente de Infantaria Alferedo Euluthério da Rocha Vieira
- Em 1958, Capitão Francisco Pereira Angelino
- Capitão Joaquim Godinho dos Prazeres Malanho
- Capitão Manuel Fernandes

### Destacamento Fiscal
- Capitão Adérito do Nascimento Pinto.
- De 1997 a 17 de dezembro de 2005: Capitão, Francisco Ferreira Dias.
- De 18 de dezembro de 2005 a 31 de dezembro de 2008: Tenente Infantaria, Tiago Lourenço Lopes.

### Destacamento Territorial
- Desde 1 de janeiro de 2009: Capitão Infantaria, Tiago Lourenço Lopes;
- Desde Outubro de 2012: Capitão de Infantaria, José Emanuel Quintela Cardoso;
- Desde Setembro de 2013: Capitão de Infantaria, Ricardo Bailote.